# برنارد هریسون
برنارد هریسون (انگلیسی: Bernard Harrison; ۲۸ سپتامبر ۱۹۳۴ – ۱۸ مارس ۲۰۰۶) بازیکن فوتبال اهل بریتانیا بود.
از باشگاه‌هایی که در آن بازی کرده‌است می‌توان به باشگاه فوتبال کریستال پالاس، باشگاه فوتبال پورتسموث، باشگاه فوتبال پول تاون، باشگاه فوتبال وینچستر سیتی، باشگاه فوتبال ساوت‌همپتون، و باشگاه فوتبال اکستر سیتی اشاره کرد.